# Krik (Edvard Munch)
Krik (norveško: Skrik) je naslov slike, ki jo je ustvaril norveški ekspresionistični slikar Edvard Munch.
Slika prikazuje figuro človeka v agoniji, naslikano na krvavo rdečem nebu. V ozadju je naslikan Oslofjord, kot se ga vidi s hribčka Ekeberg v Oslu (takrat imenovanem Kristiania).
Krik je bil večkrat ukraden. Leta 1994 je bila ena od različic ukradena iz Narodne galerije. Nekaj mesecev kasneje so sliko našli. Leta 2004 sta bili iz Munchovega muzeja ukradeni sliki Krik in Madonna. Sliki so odkrili 31. avgusta 2006, norveška policija pa je poročala, da sta sliki sicer poškodovani, a manj od pričakovanega.

## Različice
Edvard Munch je ustvaril nekaj različic slike Krik v različnih tehnikah. V Munchovem muzeju se nahaja ena od dveh slikanih verzij (iz leta 1910) ter ena verzija v tehniki pastela. V Narodni galeriji je razstavljena originalna verzija iz leta 1893, četrto različico v tehniki pastela pa ima v lasti norveški poslovnež Petter Olsen. Munch je ustvaril tudi litografijo svoje najbolj znane slike v letu 1895.